# Reverie (film)
Reverie – amerykański film z 2009 roku. Pierwszy w historii kina film pełnometrażowy nakręcony w całości lustrzanką. Do jego realizacji wybrano lustrzankę Nikon D90 pozwalającą kręcić filmy w jakości HD.